# Dendronephthya microspiculata
Dendronephthya microspiculata is een zachte koraalsoort uit de familie Nephtheidae. De koraalsoort komt uit het geslacht Dendronephthya. Dendronephthya microspiculata werd in 1900 voor het eerst wetenschappelijk beschreven door Pütter. 